# Pierceland
Pierceland es un pueblo canadiense situado en la provincia de Saskatchewan.

## Superficie
Pierceland tiene una superficie de 2,74 km².

## Demografía
En 2021, tenía 605 habitantes, una densidad poblacional de 220,8 hab./km², y 285 viviendas.